# Cyberdog
Cyberdog (англ. Сайбердог) — набор интернет-приложений, разрабатывавшийся компанией Apple Computer для линейки операционных систем Mac OS. Бета-версия набора была представлена в феврале 1996 года, а уже в 1997 проект по разработке Cyberdog закрыли как неперспективный. Последняя версия набора Cyberdog 2.0 была выпущена 28 апреля 1998 года. Данный набор интернет-приложений подходил для работы на операционных системах Mac OS 7, Mac OS 8 и Mac OS 9.
Своё название Cyberdog получил от карикатур из американского еженедельника The New Yorker: «В интернете никто не знает, что ты пёс».